# Свобода (Омутинський район)
Свобо́да (рос. Свобода) — присілок у складі Омутинського району Тюменської області, Росія.
Населення — 115 осіб (2010, 118 у 2002).
Національний склад станом на 2002 рік:
- росіяни — 82 %